# Ostrov panenek

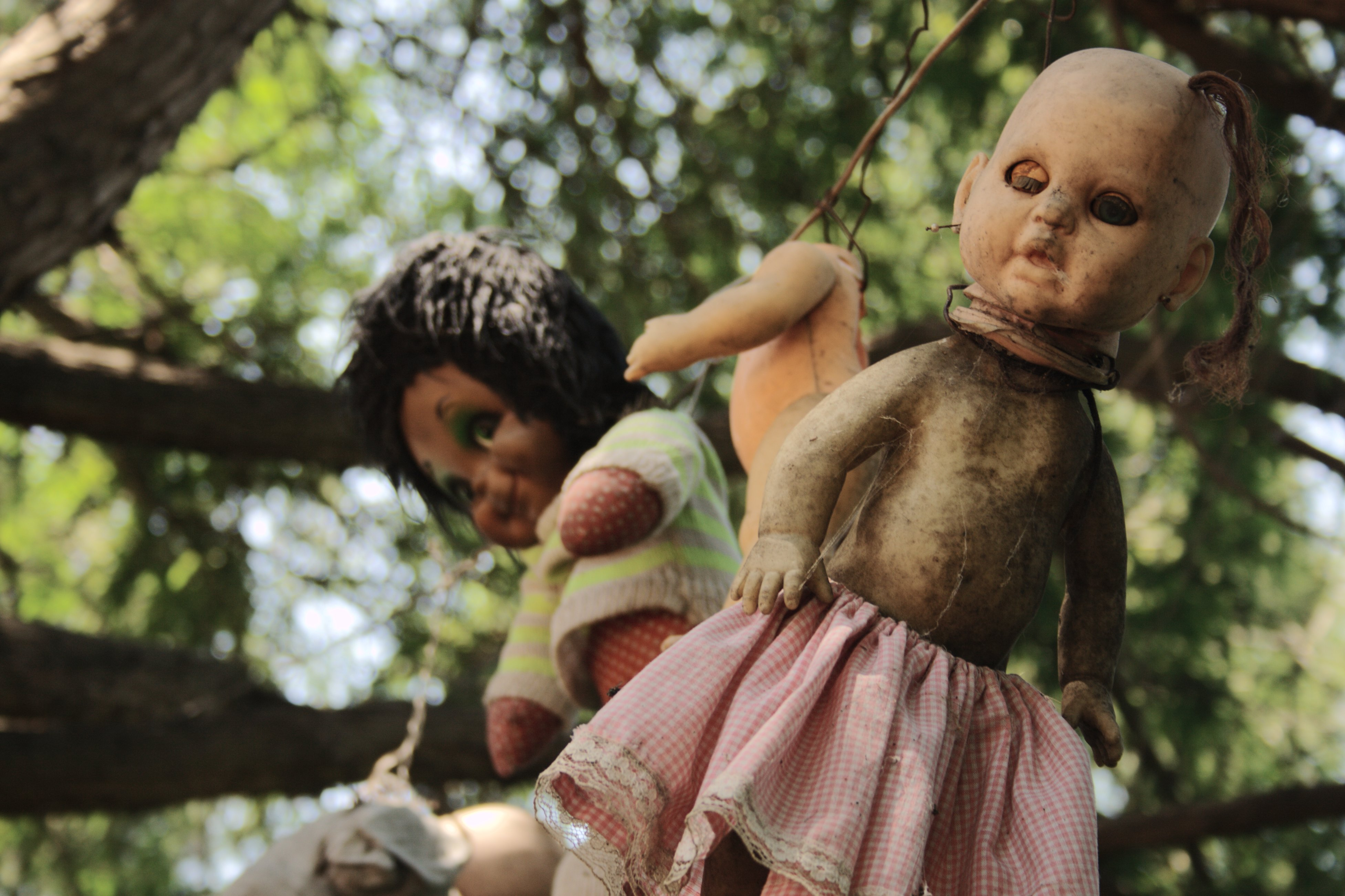
Barrerovy panenky na La Isla de las Muñecas, Mexico City

Ostrov panenek (španělsky: La Isla de las Muñecas) je chinampa v Laguna de Tequila, která se nachází v kanálech Xochimilco, jižně od centra Mexico City v Mexiku. Ostrov je pozoruhodný množstvím panenek různých stylů a barev, které je možno nalézt po celém ostrově. Panenky patřily bývalému majiteli ostrova, který se jmenoval Don Julián Santana Barrera. Ostrov obklopují místní legendy, díky nimž se ostrov stal oblíbenou destinací pro temnou turistiku.

## Historie a legenda
Od 20. let 20. století ostrov vlastnil Don Julián Santana Barrera, který zde také žil. Jednoho dne u břehu objevil bezvládné tělo malé dívky. Legenda praví, že Barrera ji buďto již bez známek života našel nebo ji jednoduše nedokázal zachránit od utopení.
Po Barrerově smrti v roce 2001 jeho rodina ostrov otevřela veřejnosti jako turistickou atrakci. Kromě stovek panenek se na pozemku nacházejí tři chatky a malé muzeum s články z místních novin o ostrově i předchozím majiteli. V jednopokojové chatce, kde Barrera spal, je vystavena Barrerova první panenka. Dále je zde panenka Agustina, která byla jeho nejoblíbenější.
Na ostrov se veřejnost může dostat na lodích podobných gondolám, kterým se říká trajineras. Většina veslařů je ochotna lidi na ostrov dopravit, ale najdou se i tací, kteří to z pověrčivosti odmítají.

## V médiích
Ostrov se objevil v pořadech Po stopách duchů, Dobyvatelé ztracené pravdy, Lovci duchů, nebo v pořadu Expedition X.